# Alberto Aquilani
Alberto Aquilani (pronunție în italiană [alˈbɛrto akwiˈlani]; n. 7 iulie 1984) este un antrenor de fotbal și fost fotbalist italian, care evolua pe poziția de mijlocaș.

## Palmares

### Club
Roma
- Coppa Italia (2): 2006–07, 2007–08
- Supercoppa Italiana (1): 2007

### Națională
Italia
- Cupa Confederațiilor FIFA: Bronz 2013

Italy U-19
- UEFA U-19 Championship: 2003

## Statistici carieră
La 18 December 2012..

### Club
|              |                  |                | Campionat | Campionat | Cupă    | Cupă   | Europa1 | Europa1 | Altele2 | Altele2 | Total   | Total  |
| Sezon        | Club             | Campionat      | Meciuri   | Goluri    | Meciuri | Goluri | Meciuri | Goluri  | Meciuri | Goluri  | Meciuri | Goluri |
| ------------ | ---------------- | -------------- | --------- | --------- | ------- | ------ | ------- | ------- | ------- | ------- | ------- | ------ |
| 2002–03      | Roma             | Serie A        | 1         | 0         | 1       | 0      | —       | —       | —       | —       | 2       | 0      |
| 2003–04      | Triestina (loan) | Serie B        | 41        | 4         | —       | —      | —       | —       | —       | —       | 41      | 4      |
| 2004–05      | Roma             | Serie A        | 29        | 0         | 4       | 0      | 5       | 0       | —       | —       | 38      | 0      |
| 2005–06      | Roma             | Serie A        | 24        | 3         | 4       | 2      | 8       | 1       | —       | —       | 36      | 6      |
| 2006–07      | Roma             | Serie A        | 13        | 1         | 3       | 0      | 5       | 0       | 1       | 2       | 22      | 3      |
| 2007–08      | Roma             | Serie A        | 21        | 3         | 4       | 1      | 5       | 0       | 1       | 0       | 31      | 4      |
| 2008–09      | Roma             | Serie A        | 14        | 2         | 1       | 0      | 4       | 0       | 1       | 0       | 20      | 2      |
| 2009–10      | Liverpool        | Premier League | 18        | 1         | 2       | 0      | 5       | 1       | 1       | 0       | 26      | 2      |
| 2010–11      | Liverpool        | Premier League | 0         | 0         | 0       | 0      | 2       | 0       | 0       | 0       | 2       | 0      |
| 2010–11      | Juventus (loan)  | Serie A        | 33        | 2         | 1       | 0      | 0       | 0       | 0       | 0       | 34      | 2      |
| 2011–12      | Milan (loan)     | Serie A        | 23        | 1         | 1       | 0      | 7       | 0       | 0       | 0       | 31      | 1      |
| 2012–13      | Fiorentina       | Serie A        | 25        | 7         | 2       | 0      | 0       | 0       | 0       | 0       | 27      | 7      |
| 2013–14      | Fiorentina       | Serie A        | 23        | 4         | 2       | 0      | 8       | 1       | 0       | 0       | 33      | 5      |
| Totals       | Italy            | Italy          | 247       | 27        | 23      | 3      | 42      | 2       | 3       | 2       | 315     | 34     |
| Totals       | England          | England        | 18        | 1         | 2       | 0      | 7       | 1       | 1       | 0       | 28      | 2      |
| Career total | Career total     | Career total   | 265       | 28        | 25      | 3      | 49      | 3       | 4       | 2       | 343     | 36     |

1Include UEFA Champions League, UEFA Cup and UEFA Europa League

2Include Supercoppa Italiana și Football League Cup

### Internațional
| Italia | Italia | Italia |
| An     | Meciur | Goluri |
| ------ | ------ | ------ |
| 2006   | 1      | 0      |
| 2007   | 2      | 0      |
| 2008   | 7      | 2      |
| 2009   | 1      | 0      |
| 2010   | 1      | 0      |
| 2011   | 9      | 1      |
| 2012   | 1      | 0      |
| 2013   | 11     | 2      |
| Total  | 33     | 5      |

### Goluri internaționale
| #  | Data            | Stadion              | Oponent    | Scor | Rezultat | Competiția                                                    |
| -- | --------------- | -------------------- | ---------- | ---- | -------- | ------------------------------------------------------------- |
| 1. | 15 October 2008 | Lecce, Italia        | Muntenegru | 1–0  | 2–1      | Calificările pentru Campionatul Mondial de Fotbal 2010 (UEFA) |
| 2. | 15 October 2008 | Lecce, Italia        | Muntenegru | 2–1  | 2–1      | Calificările pentru Campionatul Mondial de Fotbal 2010 (UEFA) |
| 3. | 10 august 2011  | Bari, Italia         | Spania     | 2–1  | 2–1      | Meci amical                                                   |
| 4. | 31 May 2013     | Bologna, Italia      | San Marino | 4–0  | 4–0      | Meci amical                                                   |
| 5. | 11 October 2013 | Copenhaga, Danemarca | Danemarca  | 2–2  | 2–2      | Calificările pentru Campionatul Mondial de Fotbal 2014 (UEFA) |